# Trollfisktjärnarna
Trollfisktjärnarna är varandra näraliggande sjöar i Älvdalens kommun i Dalarna och ingår i Dalälvens huvudavrinningsområde.
- Trollfisktjärnarna (Idre socken, Dalarna, 685813-132472), sjö i Älvdalens kommun, 61°47′50″N 12°28′58″Ö / 61.7973°N 12.4827°Ö (5,4 ha)
- Trollfisktjärnarna (Idre socken, Dalarna, 685820-132448), sjö i Älvdalens kommun, 61°47′51″N 12°28′29″Ö / 61.7975°N 12.4747°Ö (2,22 ha)